# Колфер, Крис
Кри́стофер Пол «Крис» Ко́лфер (англ. Christopher Paul «Chris» Colfer; род. 27 мая 1990, Кловис, Калифорния, США) — американский актёр, певец, писатель, сценарист, а также продюсер, наиболее известный по роли Курта Хаммела в сериале «Хор».

## Биография

### Ранние годы
Крис Колфер родился 27 мая 1990 года в городе Кловис, штат Калифорния. В школе активно участвовал в театральных постановках как актёр и режиссёр, был президентом клуба писателей, редактором школьного литературного журнала, а также неоднократным победителем в различных дебатах. В старших классах он написал и поставил мюзикл «Ширли Тодд» («Shirley Todd») — пародию на «Суини Тодда» («Sweeney Todd»), где пол главных героев был изменён на противоположный по сравнению с оригинальной версией. Сам Крис сыграл в спектакле роль мистера Ловетта.

### Карьера
В 18 лет Крис сыграл главную роль в короткометражном фильме «Рассел Фиш» («Russel Fish: The Sausage and Eggs Incident»), который был представлен на нескольких кинофестивалях.
Широкую известность начинающему актёру принесла роль гомосексуального подростка Курта Хаммела в сериале «Хор». Первоначально этого персонажа не было в сценарии, а Крис пробовался на роль Арти. Но Колфер так впечатлил продюсеров, что они создали нового героя специально под него.
Сюжетная линия Курта в первом сезоне строится вокруг его осознания своей ориентации и отношений с отцом. Во втором сезоне у героя роман.
За свою работу Крис был награждён премией «Золотой глобус», «Гильдии киноактёров», «Teen choice award», и четыре награды, из которых три взял подряд «People’s Choice Award», а также был номинирован на «Эмми», но не победил. Номинирован на премию «Спутник».

### Личная жизнь
Крис Колфер — открытый гей. По словам актёра, родители восприняли его каминг-аут спокойно, но в школе он часто становился объектом для издевательств.
Сестра Криса, Ханна, страдает от тяжелой эпилепсии и часто переживает более 50 приступов в час. Крис признавался, что, когда он был моложе, он использовал актёрские способности как метод снятия стресса, связанного с присутствием больного члена семьи.

## Работы

### Фильмография
| Год       |   | Русское название                         | Оригинальное название                      | Роль                             |
| --------- | - | ---------------------------------------- | ------------------------------------------ | -------------------------------- |
| 2009      | ф | Рассел Фиш: инцидент с яйцами и сосиской | Russel Fish: The Sausage and Eggs Incident | Рассел Фиш                       |
| 2009—2015 | с | Хор                                      | Glee                                       | Курт Хаммел                      |
| 2010      | ф | Мармадюк                                 | Marmaduke                                  | озвучивание                      |
| 2011      | ф | Хор: Живой концерт в 3D                  | Glee: The 3D Concert Movie                 | Курт Хаммел / в роли самого себя |
| 2012      | ф | Удар молнии                              | Struck by Lightning                        | Карсон Филлипс                   |
| 2014—2015 | с | Красотки в Кливленде                     | Hot in Cleveland                           | Тони Чейз                        |

### Список книг
| Год  | Название книги                                             | Экранизация                              |
| ---- | ---------------------------------------------------------- | ---------------------------------------- |
| 2012 | Удар молнии                                                | Удар молнии (фильм, 2012)                |
| 2012 | Страна сказок. Заклинание желаний                          | Права на экранизацию выкупила студия Fox |
| 2013 | Страна сказок. Возвращение Колдуньи                        | -                                        |
| 2014 | Страна сказок. Предостережение братьев Гримм               | -                                        |
| 2015 | Страна сказок. За гранью сказки                            | -                                        |
| 2015 | Страна сказок. Извилистое дерево                           | -                                        |
| 2015 | Дневники Матушки Гусыни                                    | -                                        |
| 2015 | Как быть королевой: руководство от Красной Шапочки         | -                                        |
| 2016 | Страна сказок. Авторская одиссея                           | -                                        |
| 2016 | Страна сказок. Сборник классических сказок                 | -                                        |
| 2017 | Страна сказок. Столкновение миров                          | -                                        |
| 2017 | Безумнее всяких фанфиков                                   | -                                        |
| 2017 | Троллбелла устраивает вечеринку *                          | -                                        |
| 2018 | Страна сказок. Путеводитель для настоящего книгообнимателя | -                                        |
| 2019 | История о Магии                                            | -                                        |